# Historia de Sikkim

Mapa de Sikkim.

Sikkim es un estado de la India situado entre los Estados de Nepal al oeste y Bután al este. Tiene frontera en el norte con Tíbet, territorio perteneciente a la República Popular China. El estado de Sikkim es famoso por su altura y su belleza natural, además de por una cultura diferente del resto de India, debido a su cercanía al Tíbet y Nepal.

## Historia

Antigua bandera de la monarquía de Sikkim.

Sikkim estaba habitado en tiempos remotos por tres tribus que fueron absorbidas por los lepcha cuya procedencia es incierta aunque probablemente es de Tíbet. Primero organizados como tribu, pasaron a un nuevo estadio bajo Tur Ve Pa No que fue elegido rey (punu) hacia el año 1400, sucediéndole Tur Song Pa No, Tur Aeng Pa No y Tur Alu Pa No hasta la muerte del último en que terminó la monarquía. 
La emigración de los tibetanos en el siglo XI, movió a los rongs para evitar conflictos. Las pugnas entre los sombreros amarillos y los sombreros rojos siguió entre estos, y la última facción fue admitida como aristocracia en Sikkim. Los rong se adueñaron de tierras en Sikkim con una política agresiva no contrarrestada por los pacíficos lepcha. Los rong eligieron como líder a Phuntsok Nagyal, un antepasado del cual había fundado el reino de Minvang en el Tíbet Oriental en el siglo IX. Con ello se inauguró una dinastía que gobernó una parte de Sikkim. 
En el siglo XIII el rey de Sakia tenía en su corte a un notable llamado Kheye Bumsa, de origen bhutia, que estableció contacto con los lepcha, dirigidos por el jefe rong Thekong Tek, quien le profetizó que sus descendientes gobernarían Sikkim. El tercer hijo de Kheye, Mipon Rab, sucedió a su padre, y tuvo a su vez cuatro hijos, ancestros de los principales clanes del país. Otro hijo de Kheye, Gurú Tashi, sucedió a Mipon y se estableció en Sikkim a petición de los lepchas que habían quedado divididos en pequeños clanes. El jefe lepcha Sambre fue nombrado lugarteniente. A Guru le sucedieron como monarcas Jowo Nagpo, Jowo Apha, Gurú Tenzing y Phuntsok Namgyal, a cuya muerte en 1642 la monarquía se convirtió en hereditaria (la dinastía Namgyal gobernó 332 años). 
Le sucedió Phuntsog Namgyal, que reinaba sobre un territorio mucho mayor que el actual Sikkim, y que trasladó la capital desde Gangtook a Yoksom. Impuso el budismo como religión de estado. Le sucedió su hijo Tensung (1670), que trasladó la capital a Rabdentse; el nuevo rey fue hijo del anterior y se llamaba Chador, que fue depuesto por los butaneses llamados por otra esposa de su padre, pero que exilado en Tíbet recibió el gobierno de un principado allí. 
El trono fue para Pedi, hija de una de las esposas de Tensung, pero la intervención tibetana propició la retirada butanesa y Chador fue restaurado, aunque los butaneses conservaron una parte de Sikkim. Pedi, no obstante, asesinó a Chador en 1716. 
Le sucedió su hijo Gyurmed, durante cuyo reinado los descontentos se rebelaron en Limbuana y se separaron del reino uniéndose a Nepal; también se rebeló el jefe de los magar, Tashi Bidur pero fue sometido. Gyurmed murió joven en 1733 sin dejar descendencia (era impotente), pero los monjes inventaron la existencia de un niño aún no nacido de la reina, que fue aceptado como heredero con el nombre de Phuntsok II. 
Parte del pueblo se le opuso como ilegítimo. Tamdang, un consejero, se apoderó del gobierno pero fue pronto expulsado. 
El general lepcha Chanzod Karwang impidió una usurpación y los tibetanos impusieron la tutela del joven rey. Los magar se rebelaron de nuevo y se unieron a Bután. En 1752 se rebelaron los tsongs sin éxito.
 Bután ocupó diversas zonas y los gurkhas nepalíes amenazaron el país (hasta 70 incursiones) hasta que la paz se firmó en 1775. 
A Phuntsok le sucedió en 1780 su hijo Tenzing, y pronto los nepalíes rompieron el tratado y ocuparon algunos territorios. El soberano huyó a Tíbet pero la intervención china derrotó a los nepalíes y finalmente la monarquía fue restaurada. La corona recayó (1793) en Tsudphud ya que su padre Tenzing había muerto en Lhasa. La capital se trasladó a Tumlong (desde Rabdantse). 

Como la amenaza nepalí persistía Sikkim se acercó a los británicos, enemigos de los gurkhas y en guerra desde 1814 hasta 1816, en que el tratado de Saugali puso fin al conflicto. En 1817 se firmó el tratado britano-sikkimés de Titalia que retornaba a Sikkim territorios arrebatados por los nepalíes. Desde entonces la influencia británica fue preponderante. Bajo presión británica Sikkim hubo de ceder Darjeeling (1835), pero las compensaciones británicas no se entregaron y se inició una época de malas relaciones. El secuestro de dos británicos en 1849 provocó el envío de una expedición militar en 1850 que obligó al soberano a ceder nuevos territorios. Nuevos ataques procedentes de Sikkim provocaron una segunda expedición en 1860 pero fueron rechazaron en Rinchenpong, aunque en 1861 se envió una fuerza más poderosa que tomó la capital, Tumlong, y estableció el protectorado. 
En 1863 Sidekeong sucedió a su padre Tsugphud. En 1874 le sucedió su medio hermano Thutob. En 1886 ciertas construcciones británicas en el país provocaron el envío de una fuerza tibetana; hubo un choque entre británicos y tibetanos y estos se retiraron. En 1889 Charles White fue nombrado residente  en el principado y el monarca quedó bajo su supervisión. En 1904, ante el temor de una expansión rusa, se envió una expedición al Tíbet desde Sikkim, donde el coronel Younghusband impuso un tratado beneficioso. 
En 1914 sucedió a Thutob su hijo Sidekong Tulku, pero murió el mismo año. Le sucedió su medio hermano Tashi, que destacó como reformista. Un tratado con los británicos ratificó el protectorado. El protectorado fue transferido a la India en 1947. 
Tashi murió en 1963 y le sucedió su hijo Palden Thondup. En 1970 hubo agitación pidiendo el fin de la monarquía y el establecimiento de la democracia; la agitación alcanzó su cenit en 1973. 
La administración se descompuso e India (que aspiraba a absorber el estado) impuso un administrador (B.S. Das). Las subsiguientes elecciones transformaron el protectorado en estado asociado. El 4 de septiembre de 1974 el líder del Partido del Congreso de Sikkim, Kazi Lendup Dorji, fue elegido ministro jefe. El rey Chogyal se mantuvo como figura simbólica al frente del estado, pero sus funciones pasaron en la práctica al gobernador B. B. Lal. Finalmente la oposición del soberano al gobierno extranjero provocó la deposición de la monarquía, el 9 de septiemnbre de 1974 se aprobó la enmienda constitucional en la India y la declaración de Sikkim como estado de la Unión el 16 de mayo de 1975

Tras las elecciones de 1979 Nar Bahadur Bhandari encabezó el gobierno, siendo reelegido en 1985 (tras unos meses de gobierno directo de 1984 a 1985) y 1989. En 1994 Pawan Kumar Chamling asumió este cargo en el que aún se mantiene (2004). El movimiento nacional cuenta con gran fuerza en Sikkim.